# Bonuscultuur
Met de bonuscultuur wordt de cultuur bedoeld die binnen organisaties het toekennen en uitkeren van bonussen stimuleert. Meestal bedoelt men met een bonuscultuur meer bepaaldelijk het uitkeren van grote bedragen aan de bestuurders met een hoge functie binnen het bedrijf. De bonuscultuur is met name relevant in de financiële wereld. Sommigen passen het begrip ook toe voor niet-financiële bedrijven.
Bij het ontstaan van de kredietcrisis kwam er veel kritiek op de bonuscultuur, omdat die mede aanjager zou zijn geweest van deze crisis. Een belangrijk punt van kritiek was dat bedrijven grote bedragen bleven uitkeren, ook al leden ze verlies en moesten er banen geschrapt worden.

## Beloningsstructuur in de financiële wereld
De beloningsstructuur in de financiële wereld is tweeledig. Medewerkers krijgen een vast salaris per jaar, en daarbovenop een bonus. De hoogte van beide beloningen kan door een verantwoordelijke worden vastgesteld, of worden afgesproken tussen medewerker en verantwoordelijke. Mogelijke verantwoordelijken over de beloning in een bedrijf zijn de bestuurder en de Algemene vergadering van aandeelhouders (AVA). In de praktijk heeft de bestuurder veel inspraak over zijn eigen beloning. De AVA heeft formeel de verantwoordelijkheid om de beloning vast te stellen, maar de bestuurders hebben er zelf vaak ook grote invloed op. Dit leidt tot hoge beloningen.
De toekenning van een bonus in de financiële wereld gebeurt op 2 grondslagen, afhankelijk van de functie van de medewerker.
1. Aan uitvoerende functionarissen in het bankwezen (vaak effectenhandelaren en dergelijke functies, maar ook bij afdelingen als corporate finance, project finance en emissies & syndicaten) worden bonussen betaald uit de winst van het bedrijfsonderdeel over het afgelopen jaar.
2. Aan het hogere en top-management worden bonussen toegekend afhankelijk van het behalen van vooraf gestelde doelen.

Vanuit de betrokken onderneming is dit stelsel enerzijds te zien als prestatiebevorderend, en anderzijds als een methode van spreiding van financiële risico's: deze worden gedeeltelijk afgewenteld op de werknemers, die echter in goede jaren ook een (soms aanmerkelijk) deel van het bruto-bedrijfsresultaat ontvangen. Hierbij moet tevens opgemerkt worden dat de financiële wereld een cyclische bedrijfstak is, waarin goede en slechte perioden elkaar afwisselen. Een risico bij een dergelijk systeem kan zijn dat hierdoor de bereidheid van de werknemers met commerciële functies (typisch: de handelaren) om risico's te nemen wordt bevorderd. Dit leidt ertoe dat het belang van het riskmanagement -het proces van "in de gaten houden" van de handelaren- toeneemt. Indien dit niet goed werkt, kan het al te riskante gedrag van een handelaar (of van een bedrijfsonderdeel) onopgemerkt blijven, met alle gevolgen van dien.
Van belang is dat de bonus steeds over het (bijna) verstreken kalenderjaar wordt berekend en onderhandeld. De vraag of de activiteiten die tot het behalen van deze bonussen hebben geleid, wellicht risico's met zich mee hebben gebracht die eerst in latere jaren tot schade zouden kunnen leiden, wordt daarmee tot nu toe niet in de beschouwingen betrokken. (Hierbij wordt tevens opgemerkt dat met name de handelaren niet erg "honkvast" waren c.q. zijn: het is volstrekt gebruikelijk dat men na een dienstverband van enkele jaren overstapt naar een andere bank, niet zelden gezamenlijk met collega's.)
Verder is sprake van een zekere asymmetrie: de bonus kan hooguit nihil zijn, doch niet negatief. (Uiteraard bestaat wel de mogelijkheid van ontslag indien de betrokken handelaar evidente fouten heeft gemaakt, doch in dergelijke gevallen is veelal sprake van overtreding van interne voorschriften.)
De wijze waarop bonussen worden berekend leidt ertoe dat de verhouding tussen basissalaris en bonus in "goede jaren" buitengewoon onevenwichtig kan zijn. Het basissalaris bedraagt vaak een fractie van hetgeen de betrokken functionaris in totaal aan beloning ontvangt. (Het basissalaris bedraagt typisch enkele tonnen, terwijl de bonus voor "tophandelaren" in de miljoenen dollars/euro's/ponden kan lopen.) De levensstijl van de betrokken functionarissen is vaak zodanig dat deze niet zonder een aanmerkelijk bedrag aan bonussen kan worden bekostigd.
Een dergelijk systeem van berekening van bonussen kan in verband worden gebracht met de wijze waarop in de financiële wereld risico's worden gemeten (zie Risico (financieel)). Bij de vraag of een financiële transactie (zoals het verstrekken van een krediet of het aankopen of verkopen van effecten) in de toekomst tot schade kan leiden wordt -tot op zekere hoogte noodgedwongen- gebruikgemaakt van ervaringsregels uit het (betrekkelijk recente) verleden.
Hiertegen kan worden aangevoerd dat het in het vooruitzicht stellen van bonussen de betrokken werknemers motiveert om de betreffende "targets" te halen. Die doelen dienen dan wel helder geformuleerd en meetbaar te zijn.
Als mogelijke verbetering van het bonussysteem wordt genoemd, deze te baseren op langere perioden. Hiermee zou de kans toenemen dat onbedoelde nadelige gevolgen van de te belonen activiteiten mede in de wijze van berekening worden betrokken.
In Nederland geldt sinds 2015 dat medewerkers van Nederlandse financiële ondernemingen de bonus maximaal 20% van de vaste beloning mag zijn (bonusplafond).

## Engeland en de Verenigde Staten
In april 2008 bekritiseerden de directeur-generaal van de Confederation of British Industry (CBI) en de gouverneur van de Bank of England de excessieve bonussen op Wall Street en de City in Londen. Volgens Richard Lambert van CBI hebben de vorstelijke betalingen mede geleid tot het risicovolle leengedrag, waar de problemen op de woning- en hypotheekmarkt in Amerika het gevolg van waren. Mervyn King van de Bank of England meende dat de compensatie-pakketten niet in het belang van de banken waren.
In de eerste drie maanden van 2008 kregen bankiers en financiële handelaren in Londen 12,6 miljard pond aan bonussen: een toename van 500 miljoen in vergelijking met dezelfde periode in 2007 (eerste kwartaal 2006: 9,7 miljard). Hedgefundmanagers bij Wall Streetbank Goldman Sachs kregen elk zo'n 5 miljoen pond. Eind oktober 2008 bleek dezelfde bank, eerder gered door de Amerikaanse overheid met een bail-out van 6,1 miljard pond, in totaal zo'n 7 miljard pond klaar te hebben liggen voor salarissen en eindejaarsbonussen. 443 Partners krijgen een kerstgratificatie van gemiddeld 3 miljoen pond elk. De bank staat ook wel bekend als Golden Sacks, vanwege de uitstekende betalingen. Ook bankiers die werken voor Lehman Brothers en Northern Rock, beide in de problemen gekomen, wachten aantrekkelijke bonussen.
Merrill Lynch kreeg 10 miljard dollar van de Amerikaanse overheid in het kader van het Troubled Asset Relief Program. Volgens Bloomberg heeft de zakenbank in 2008 voor bonussen 6,7 miljard dollar gereserveerd. Bank of America, waarmee Merrill Lynch is gefuseerd, kreeg 15 miljard uit de pot. In Amerika zijn steeds meer mensen verontwaardigd over het gebruik van geld uit het reddingsprogramma (700 miljard dollar) voor bonussen. Jason Altmire, lid van het Huis van Afgevaardigden: "De firma's op Wall Street zijn doof. Ze begrijpen niet dat het Amerikaanse volk woedend is over dit soort gedrag". De topman van Merill Lynch, John A. Thain, kreeg naast zijn salaris van 57.692 dollar in 2008 83 miljoen dollar aan bonussen en opties.
Zeven top-managers van Goldman Sachs maakten op 16 november 2008 bekend af te zien van enige bonus over dat jaar Blankfein, een van de top-mannen van Goldman Sachs, kon echter terugzien op een goed 2008: volgens cijfers van Associated Press kreeg hij in 2008 54 miljoen dollar aan compensaties. Vijf topmannen van de bank kregen dat jaar gezamenlijk 242 miljoen dollar. Volgens dezelfde analyse van AP kregen top-execs van de 116 banken die met Amerikaans belastinggeld werden geholpen (in totaal 188 miljard dollar) in totaal 1,6 miljard dollar aan salarissen, bonussen en andere zaken.
Bij Citigroup, een bank die door de Amerikaanse overheid werd ondersteund, werden eind 2008 en begin 2009 de bonussen over 2008 tot de helft teruggebracht. De betalingen aan enkele tientallen senior managers werden gekort met 40 tot 85 procent.
In januari 2009 werd bekend, dat aan bankiers op Wall Street in 2008 18,4 miljard dollar aan bonussen was uitgekeerd: minder dan in 2007, maar evenveel als in 2004, toen er nog niks aan de hand was. Veel van de betreffende banken werden in 2008 financieel ondersteund. President Barack Obama noemde het gedrag van de bankiers 'beschamend', een reactie die erop wees dat de president meer druk zal uitoefenen op de bankwereld grenzen te stellen aan het compensatiesysteem. Sommige wetgevers willen clawback-maatregelen invoeren, zodat topmannen van bedrijven die in de problemen zijn geraakt hun bonussen en andere betalingen terug moeten geven. In Washington worden ook andere maatregelen overwogen. Er bestaat veel kritiek op het feit, dat de regering George W. Bush aan de banken die worden ondersteund geen beperkingen heeft opgelegd ten aanzien van het bonusbeleid.
Begin februari 2009 bepaalde president Obama, dat het salaris van topbestuurders van financiële instellingen die (vanaf die datum) overheidssteun zouden ontvangen, gemaximeerd zou worden op 500.000 dollar per jaar Ter vergelijking: het salaris van de president van de Verenigde Staten bedroeg toen $ 400.000 dollar.
In februari 2009 werd bekend, dat de Royal Bank of Scotland van plan was zo'n één miljard pond aan bonussen aan haar staf uit te keren. De bank werd enkele maanden eerder nog met 20 miljard pond ondersteund door de Britse overheid. De bank, die in 2007 met enkele andere banken (waaronder Fortis) ABN AMRO had overgenomen, moest in 2008 een recordverlies van 31 miljard euro incasseren. Na de ontstane ophef over deze bonussen, maakte premier Gordon Brown bekend maatregelen te nemen tegen de bonuscultuur bij banken, die volgens hem gericht is op de korte termijn. Slecht beleid mag niet beloond worden, aldus Brown. De Royal Bank of Scotland had eerder aangegeven bonussen in de toekomst te verlagen en niet meer te geven aan bestuurders van onderdelen die verlies maken.
Op 11 februari 2009 maakte Vikram Pandit, CEO van Citigroup, bekend dat hij zijn salaris zou reduceren tot $ 1 per jaar, en zou afzien van enige bonus, totdat Citigroup weer winst zou laten zien. Het op 14 februari door de Amerikaanse Senaat aangenomen stimuleringsplan bevatte onder meer beperkingen aan de bonussen die aan topfunctionarissen van staatssteun ontvangende ondernemingen mochten worden betaald.
In maart 2009 kwam het nieuws naar buiten, dat verzekeraar American International Group aan zijn derivatenhandelaren 165 miljoen dollar aan bonussen heeft gegeven. Volgens de Wall Street Journal zou het zelfs gaan om 218 miljoen dollar. De derivatenhandelaren hebben het bedrijf in de problemen gebracht, waardoor de Amerikaanse overheid moest ingrijpen met 200 miljard dollar steun. De regering is nu voor tachtig procent eigenaar, maar kon deze beloningen blijkbaar niet tegenhouden, tot woede van een groot deel van de Amerikaanse bevolking. Deze woede ging zelfs zó ver, dat AIG allerlei doodsbedreigingen ontving. Ook president Obama was zeer ongelukkig, omdat zijn ambitieuze politieke plannen nu moeilijker door het Congres te krijgen zijn. Hij gaf aan minister Timothy Geithner opdracht alle mogelijkheden te onderzoeken het geld terug te krijgen. Tijdens een hoorzitting van het Amerikaanse Huis van Afgevaardigden liet topman Edward Liddy weten, aan het personeel dat deze bonussen kreeg te hebben gevraagd (delen van) hun bonus in te leveren. Openbaar aanklager van de staat New York, Andrew Cuomo maakte kort daarop bekend, dat 15 topbestuurders en 20 medewerkers van AIG hebben toegezegd in totaal vijftig miljoen terug te geven. Negen van de tien bestuurders zou dat ook daadwerkelijk hebben gedaan.
In reactie op de AIG-bonussen en de ontstane volkswoede nam het Huis van Afgevaardigden op 19 maart 2009 met grote meerderheid een wetsvoorstel aan dat voorzag in een belasting tot 90% op bonussen, uitgekeerd door ondernemingen die meer dan vijf miljard aan staatssteun ontvingen. De Senaat zal begin april over dergelijke maatregelen stemmen. Volgens president Obama is deze wet mogelijk in strijd met de wet.
Rond dezelfde tijd onderzochten officals van Citigroup en Morgan Stanley de mogelijkheden om de ingevoerde strenge limieten op bonussen te omzeilen.
In de loop van 2009 werd duidelijk, dat ondanks enkele maatregelen en afspraken (zoals op de G-20-top) financiële instellingen in Engeland en Amerika zich niet geroepen voelden zich te matigen in hun bonussen-beleid: the Big Bonus is back! (de grote bonus is terug). In Engeland probeerden banken talenten te werven door ze te paaien met vette bonussen, ook Amerikaanse banken die door de overheid waren geholpen met financiële injecties. In oktober schreef de Amerikaanse zakenkrant Wall Street Journal, dat de 23 belangrijkste financiële instellingen van Amerika over 2009 waarschijnlijk hogere bonussen gaan uitkeren dan in het topjaar 2007. De krant schat dat het vermoedelijk zal gaan om zo'n 140 miljard dollar (94 miljard euro): een stijging van 20 procent ten opzichte van 2008. In november 2009 werd bekend dat Goldman Sachs, Morgan Stanley en JP Morgan Chase over 2009 gezamenlijk vermoedelijk $ 29,7 miljard aan bonussen zouden uitbetalen, aan in totaal 119.000 werknemers; het gemiddelde bedrag van $ 250.400 was circa vijfmaal het mediane inkomen in de VS. De Britse regering kondigde het voornemen aan bankiersbonussen over 2009 boven GBP 25.000 eenmalig met 50% te belasten; de Franse regering bleek een vergelijkbaar plan te hebben (boven € 27.000). Goldman Sachs kondigde aan bonussen voor de 30 belangrijkste managers niet in contanten doch in aandelen te zullen uitkeren; men zou die aandelen eerst na vijf jaar te gelde kunnen maken.
De Britse bonusbelasting bleek er echter toe te leiden dat werkgevers de daarover verschuldigde belasting voor hun rekening namen, zodat het netto effect was dat de opbrengst van die heffing vrijwel verdween door de lagere winstbelasting bij de banken.
Andrew Cuomo, Attorney General van de staat New York, publiceerde in januari 2010 een rapport waaruit bleek dat zeven grote Amerikaanse banken in 2008 $ 32,6 miljard aan bonussen hadden betaald, terwijl zij $ 175 miljard aan overheidssteun hadden ontvangen.
Goldman Sachs, Morgan Stanley en JP Morgan Chase besteedden over 2009 $ 39,9 miljard aan salarissen en bonussen; in 2007 was dit $ 44,7 miljard. Het salaris en bonus over 2009 van Goldman Sachs-partners en -personeel in Londen werd gemaximeerd op GBP 1 miljoen per persoon.
Op 3 februari 2010 deelde de Britse toezichthouder FSA de in het Verenigd Koninkrijk opererende banken mee dat de restricties op bonussen (met name de bepaling dat minimaal 60% in uitgestelde vorm moest worden betaald) dienden te worden opgevolgd op straffe van intrekking van de bankvergunning, ook indien zulks strijdig zou zijn met de met de betrokken medewerkers gesloten arbeidscontracten.
Naar aanleiding van bonussen over 2009 van $ 9 miljoen voor Goldman Sachs-CEO Blankfein en $ 17 miljoen voor JP Morgan Chase-CEO Dimon verklaarde President Obama hen deze bonussen "niet te misgunnen".

## Duitsland
Nadat Josef Ackerman, topman van Deutsche Bank, in 2008 besloot af te zien van een bonus over dat jaar, volgden andere bestuurders en managers met grote tegenzin dit voorbeeld. De bonus voor het lagere personeel wordt over meerdere jaren uitgesmeerd.

## Zwitserland
Bij de Zwitserse bank UBS daalden de bonussen over 2008 met 80%.

## Nederland
In Nederland ontstond na de nationalisatie van Fortis Bank Nederland in oktober enige verontwaardiging over de toekenning van bonussen aan tientallen medewerkers die zich hadden ingespannen bij de overname van ABN AMRO en 'waardevolle managers'. Deze bonussen waren echter gegeven vóór de nationalisatie en minister Bos van Financiën verzette zich er niet tegen, ook al omdat het niet om miljoenen ging. Bij Fortis werden over 2008 geen bonussen uitgekeerd. Ook het bestuur van ING, dat een kapitaalinjectie van tien miljard euro kreeg, moest in 2008 afzien van bonussen.
In februari 2009 werd bekend, dat zo'n vijfhonderd bankiers van ABN AMRO een dubbele bonus tegemoet kunnen zien, hetgeen eveneens tot ophef leidde. In een spoeddebat in de Kamer liet minister Bos weten, hier niets aan te kunnen doen, omdat ze voortvloeien uit bestaande rechten.
In 2007 keerde ABN Amro 2 miljard euro aan bonussen uit, zo'n 20.000 euro per medewerker.
In maart sommeerde bestuursvoorzitter Gerrit Zalm de top 100 van hoogste managers hun bonus over 2008 weer in te leveren. Een aantal zou dat hebben gedaan, maar zij die dat niet wilden hadden "geen toekomst bij deze bank".
Minister Bos en premier Balkenende zagen de buitensporige beloningen in de bankwereld als een deel van het probleem. In een ingezonden brief in de Duitstalige versie van de Financial Times schreven de bewindslieden, dat de beloningssystemen op de helling moesten. Desnoods moesten al uitgekeerde bonussen kunnen worden teruggevraagd. "Bonussen en optieregelingen bij financiële instanties zijn te veel gericht op winstbejag op de korte termijn en te weinig op het bredere publieke belang en stabiliteit op de lange termijn", aldus de brief. Ook Nout Wellink, president van De Nederlandsche Bank, sprak zich uit tegen de huidige bonuscultuur bij banken en andere financiële instellingen. In het voorwoord van een boek, Towards a new framework for financial stability schreef hij dat de bonussen hebben bijgedragen aan de opbouw van risico's in het financiële systeem, met de huidige crisis als gevolg. "Om spaarders en belastingbetalers te beschermen moet de toezichthoudende gemeenschap fundamentele veranderingen doorvoeren in het beloningssysteem', aldus Wellink.
In maart 2009 laaide de discussie in Nederland over de bonuscultuur weer op, toen bekend werd dat de aankomende financiële topman van ING 100.00 aandelen in het bedrijf zou krijgen. De oppositiepartijen SP en PVV eisten van minister Bos met een wet te komen, waardoor bonussen in bedrijven die financieel door de regering werden gesteund zwaar werden belast. Bos liet weten dat financiële instellingen die bij de overheid aankloppen voor steun, 'harde toezeggingen' moeten doen geen hoge bonussen uit te keren. Ook belastingmaatregelen zoals in Amerika sloot Bos niet uit. De minister onderzocht ook of met terugwerkende kracht per 1 januari variabele beloningen van de top van bedrijven die door de staat zijn ondersteund kunnen worden teruggedraaid.
ING-topman Jan Hommen deed dezelfde maand een 'moreel appel' aan het top-personeel zijn bonus over 2008 in te leveren. Hij kondigde aan in 2010 met een ander beloningssysteem te komen, waarbij alleen bonussen werden gegeven als het hele bedrijf goed presteert. De tweehonderd managers om wie het ging, bleken evenwel niet bereid te zeggen of ze dat ook zullen doen. Over 2009 keert ING voorlopig geen bonussen uit. De top van pensioenfondsen ABP en PZW zag af van een bonus over 2008.
Eind maart 2009 sloot minister Bos een herenakkoord met de top van de Nederlandse financiële wereld om de bonussen te matigen zolang de groei 'negatief' is. Banken en verzekeraars verklaarden geen beloningssystemen meer te zullen hebben die zouden leiden tot onverantwoorde risico's en de salarissen van de top zouden niet sneller stijgen dan die van de rest van de onderneming.
De Nederlandsche Bank (DNB) en Autoriteit Financiële Markten kwamen in mei 2009 met 'Principes voor beheerst beloningsbeleid', waarin de toezichthouders aangaven de bonussen in de financiële wereld niet te zullen verbieden. Evenmin wordt er een plafond voor bonussen vastgesteld. Er worden principes aangegeven waaraan het beloningsbeleid moet voldoen, maar het is aan de banken en andere instellingen of ze die principes ook zullen volgen. 'Het is de verantwoordelijkheid van financiële ondernemingen om zorg te dragen voor een goede balans in mate van gebruik van variabele beloning en de beheersing van de risico's daarvan'. De door banken ingestelde commissie-Maas die aanbevelingen over het beloningsbeleid moest doen, had eerder onder meer geadviseerd om maximaal een jaarsalaris aan variabele beloning toe te staan.
De Nederlandse Vereniging van Banken presenteerde in september 2009 een concept-gedragscode waarin onder meer een plafond voor de bonus van bestuurders van Nederlandse banken was opgenomen, van 100% van het vaste salaris. Deze code was niet bindend. Voor andere personeelsleden zou geen maximum gelden.
Uit onderzoek van DNB naar de beloning bij 27 Nederlandse financiële instellingen, uitgevoerd in 2009, bleek dat de bonussen voor de topfunctionarissen in 2008 slechts weinig lager waren dan in 2007: bij een totale beloning boven € 1,5 miljoen vormde het variabele deel van de beloning in 2008 312% van het vaste salaris en in 2007 355%. DNB-president Wellink verklaarde in een hoorzitting van de Tweede Kamer op 24 september 2009 bonussen voor topbankiers te willen verhinderen zolang de crisis zou voortduren.
Bij het onderzoek dat de Tijdelijke Commissie Onderzoek Financieel Stelsel van de (Nederlandse) Tweede Kamer instelde naar de oorzaken van de kredietcrisis stelde mevrouw Van der Meer Mohr, toenmalig hoofd personeelszaken van ABN AMRO, op 25 januari 2010 dat ABN AMRO het beloningsbeleid inmiddels in dier voege gewijzigd had dat de variabele beloningen waren verminderd doch de vaste beloning over de gehele linie was verhoogd, in sommige gevallen meer dan verdubbeld.
In een motie verzocht de Tweede Kamer in 2011 de regering alle financiële bonussen die vanaf 2008 bij ABN AMRO, ASR Verzekeringen, ING, SNS Reaal en AEGON waren uitgekeerd, met terugwerkende kracht tegen een tarief van 100% te belasten in de loonheffing dan wel aftrek van het totale bonusbedrag in de vennootschapsbelasting te weigeren.
In Nederland geldt sinds 2015 dat medewerkers van Nederlandse financiële ondernemingen de bonus maximaal 20% van de vaste beloning mag zijn (bonusplafond).

## Frankrijk
In augustus 2009 kondigde de Franse regering aan voornemens te zijn om beperkingen te stellen aan de bonus van handelaren bij banken. De bonus zou eerst na drie jaar worden uitgekeerd, en verminderd worden indien hun activiteiten in de twee volgende jaren tot verliezen hadden geleid, en voorts gedeeltelijk in aandelen worden betaald.

## Internationaal
Op de G20-top in november 2008 in Washington spraken de belangrijkste economische grootmachten zich uit tegen excessieve bonussen, zonder concrete stappen aan te geven over hoe die tegen te gaan. Dominique Strauss-Kahn, directeur van het IMF, verklaarde in een speech te Berlijn op 4 september 2009 dat de "risk-taking culture" in de financiële wereld, met royale bonussen als beloning voor korte-termijnwinsten, en een onvoldoende oog voor lange-termijn risico's" moest worden beschouwd als "een belangrijke factor in de crisis". De G-20 bereikte op 5 en 6 september 2009 op hoofdlijnen overeenstemming over het reguleren van bankiersbonussen en over het aanscherpen van kapitaalseisen van banken. Concrete afspraken werden echter (nog) niet gemaakt.
Tijdens de conferentie van de G-20 in Pittsburgh van 25 en 26 september 2009 werd overeenstemming bereikt over het gezamenlijk inperken van bankiersbonussen. Bonussen zouden niet betaald mogen worden indien dit "niet verenigbaar zou zijn met een solide kapitaalsbasis" van de betreffende bank; een aanmerkelijk deel van de bonus zou eerst na enkele jaren uitbetaald mogen worden, en zou teruggedraaid kunnen worden in het geval van een slecht functioneren in latere jaren; gegarandeerde bonussen die zich over meerdere jaren uitstrekken zouden verboden worden. De Financial Stability Board (een samenwerkingsverband van centrale banken en toezichthouders van een groot aantal landen) zou op de uitvoering toezicht moeten houden. Er werd echter geen plafond gesteld aan de hoogte van de bonussen.

## Europa
Het Economic and Monetary Affirs Comittee van het Europese Parlement nam medio juni 2010 een voorstel aan om bankiersbonussen te maximeren op de helft van hun vaste salaris, doch maximaal € 500.000, terwijl de uitbetaling van ten minste 40% daarvan gedurende vijf jaar opgeschort zou moeten worden. Bankiers uitten hiertegen bezwaren: hierdoor zou innovatie in de financiële sector gedood worden. Volgens Euro-parlementariër Peter Skimmer konden deze voorstellen echter op een brede steun in het Europese Parlement rekenen. Commissievoorzitter Sharon Bowels verklaarde dat wat haar betreft bankiers vrij waren om, indien ze tegen deze inperkingen van hun remuneratie bezwaar hadde, de jurisdictie van het Europees Parlement te verlaten, zonder dat haar dat zou verdrieten. (“If bankers and traders want to leave and go to other jurisdictions, it just shows that they do not have confidence in their own performance. To those that would leave I say good riddance.”).
Eind februari 2013 bereikte het Europees Parlement overeenstemming over regelgeving die bonussen voor bankiers in beginsel beperkte tot tweemaal het vaste salaris; dit diende nog wel in nationale wetgeving omgezet te worden. In de Londense City werd met ontstemming van dit bericht kennisgenomen.